# Церова верховина
Церова верховина (Cerová vrchovina) — гірський масив в Словаччині; геоморфологічна підодиниця масиву Внутрішні Західні Карпати. Найвища точка — 727 метрів (гора Каранч).. Місце розташування — Банськобистрицький край.
Підодиниці —
- Бученська верховина
- Гайнацька верховина
- Мучинська верховина
- Петровська верховина
- Філяковська бразда.